# Toyota C-HR+
Toyota C-HR+ (укр. Тойота Сі ейч-ар плюс) ― електричний кросовер, що випускається компанією Toyota з 2025 року. 

## Опис
C-HR+ представили 12 березня 2025 року. 
Версія + відрізняється від звичайного C-HR тим, що побудований на платформі e-TNGA, яка створена спеціально для електромобілів. 
Передньопривідний варіант з батареєю на 57,7 кВт-год матиме потужність в 167 к.с., а з більшим акумулятором – у 224 “конячки”, а повнопривідний варіант матиме потужність в 343 кінських сили. Батареї підтримують швидку зарядку потужністю до 150 кВт.